# MACS J1149.6+2223
MACS J1149.6+2223 è un ammasso di galassie situato in direzione della costellazione del Leone alla distanza di 5,3 miliardi anni luce (redshift di z = 0,544).
Le osservazioni effettuate tramite il Telescopio spaziale Hubble, grazie all'effetto di lente gravitazionale, hanno permesso di individuare l'immagine quadruplicata (la cosiddetta croce di Einstein) di una supernova estremamente distante, la SN Refsdal (redshift z = 1,49), così chiamata in onore dell'astrofisico norvegese Sjur Refsdal.
MACS J1149.6+2223, mediante il Telescopio spaziale Hubble e il Telescopio spaziale Spitzer e sempre tramite il lensing gravitazionale, ha permesso di individuare una delle più distanti galassie conosciute, la MACS 1149-JD.
Sempre mediante l'effetto di lente gravitazionale, l'ammasso ha consentito, grazie ad un raro allineamento, di rilevare MACS J1149 Lensed Star 1, anche chiamata Icarus, una supergigante blu distante 9 mld di anni luce.